# Diastoporidae
Diastoporidae é uma família de briozoários pertencentes à ordem Cyclostomatida.
Géneros:
- Bidiastopora
- Clinopora Marsson, 1887
- Discosparsa d'Orbigny, 1853
- Fascipora d'Orbigny, 1853
- Microecia